# 永平寺口站
永平寺口站（日语：／ Eiheiji-Guchi eki */?）是位於福井縣吉田郡永平寺町東古市，越前鐵道的勝山永平寺線車站。車站編號為E12。舊車站大樓、舊京都電燈古市變電站均被登錄為國家登錄有形文化財。

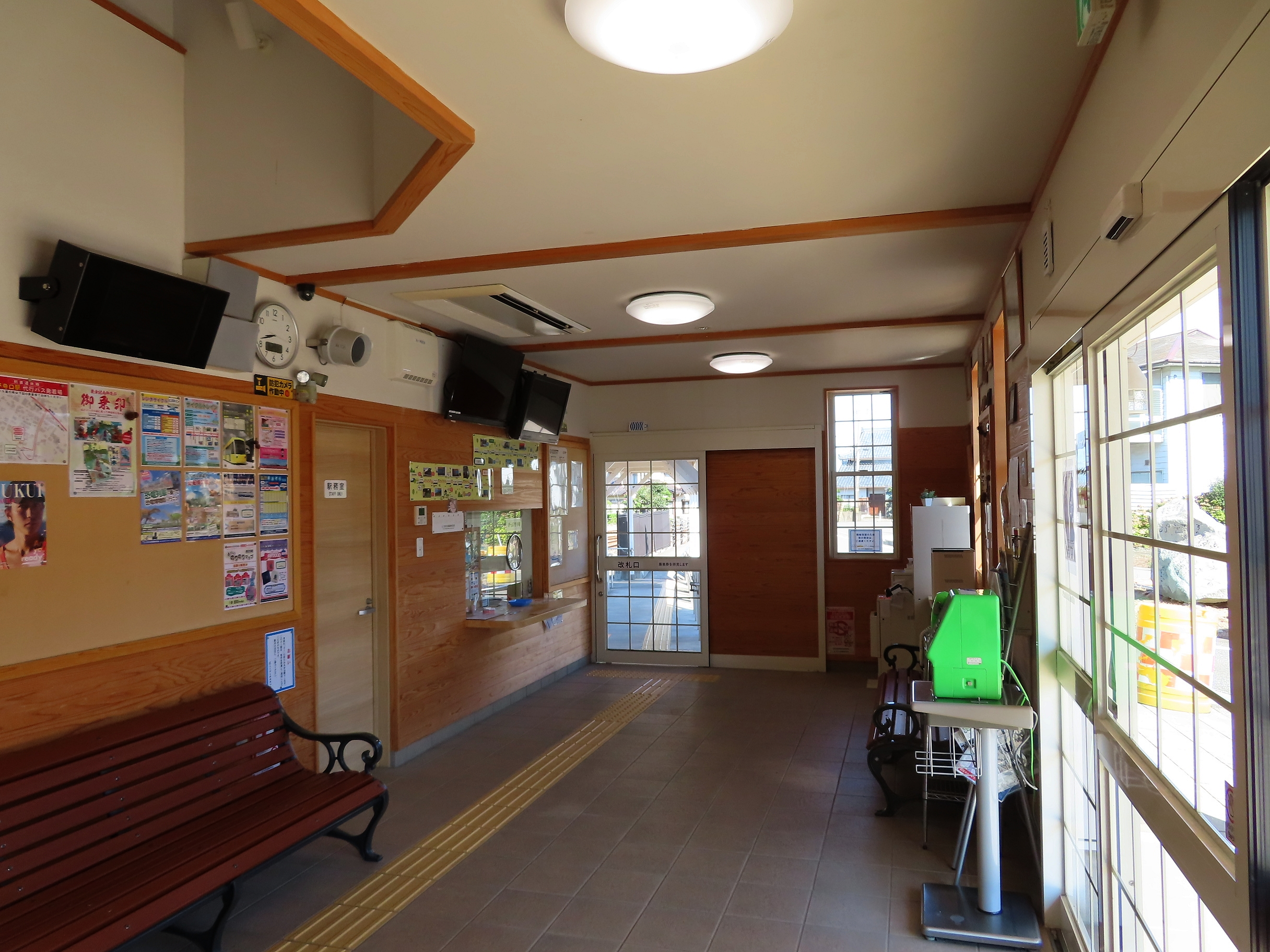
車站內部（2023年8月）

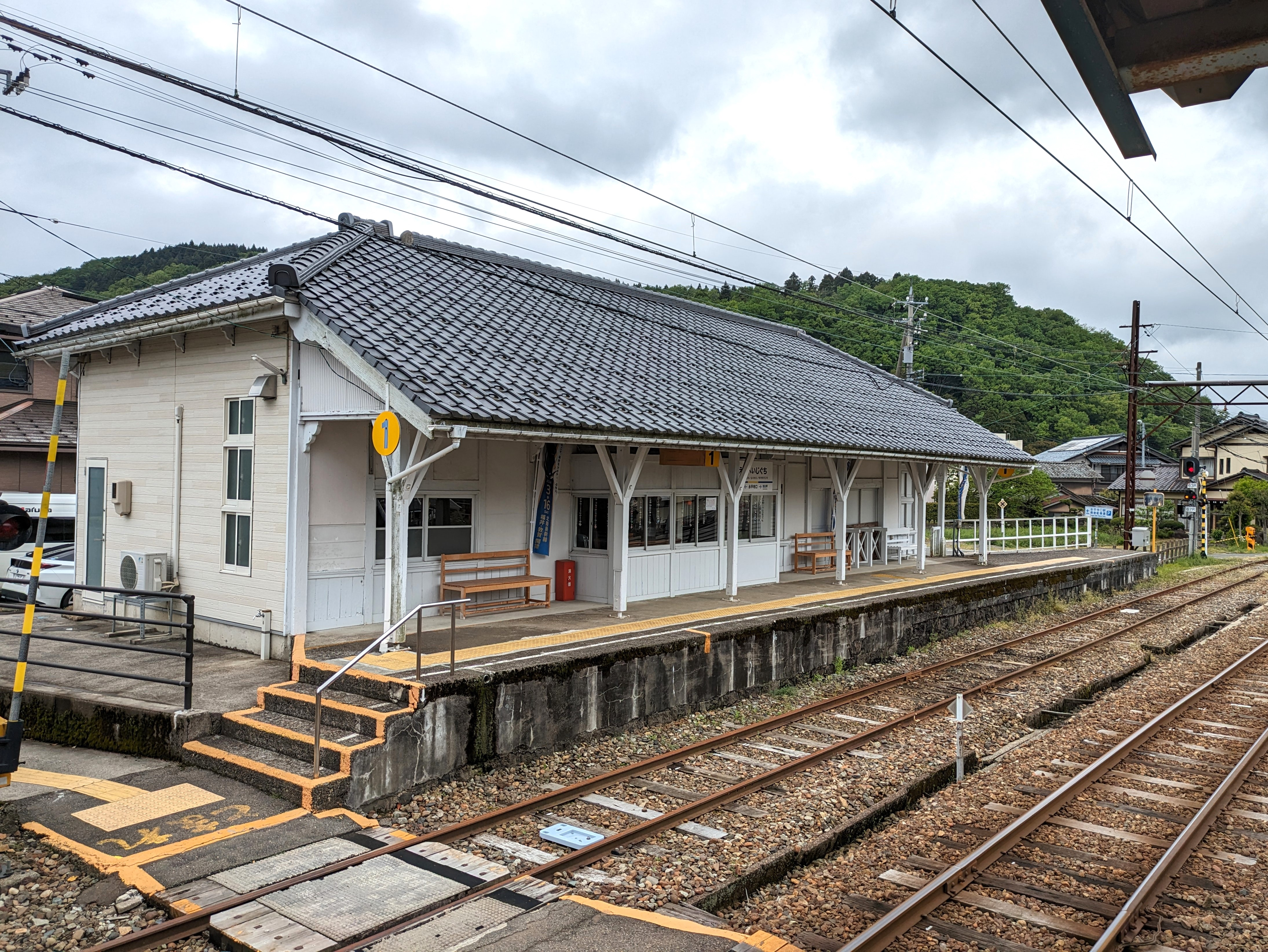
月台（2024年5月）

## 車站構造
車站是一座地面車站，設有2面3線月台，通常使用靠近車站大樓的1面2線的島式月台，當中包括1面2線的島式月台和1面1線的單式月台。在2014年4月10日，於靠近國道416號一方設有新車站大樓（舊車站大樓對面）。檢票口和月台之間設有站內平交道。靠近舊車站大樓的單式月台中，只有平日早上2班從此站前往福井的列車才會使用。在京福電鐵被禁止營業前，永平寺線永平寺方向的列車會使用該月台。此站是有人車站。
舊車站大樓在1914年啟用時建成，新車站大樓落成，舊車站大樓改裝成為上地域交流館。在新車站大樓工程前，站內曾經設有京福永平寺線的月台，該月台設有列車行走於此站至金津站（現時：蘆原溫泉站）。在永平寺線還存在的時候，站內設有車輛夜間停泊。在2015年3月14日時間表修正時，此站沒有列車夜間停泊。

### 月台
| 月台 | 路線          | 上下行 | 方向     | 備註                          |
| ---- | ------------- | ------ | -------- | ----------------------------- |
| 1、2 | ■勝山永平寺線 | 上行   | 福井方向 | 1號月台只用作平日折返列車之用 |
| 3    | ■勝山永平寺線 | 下行   | 勝山方向 |                               |

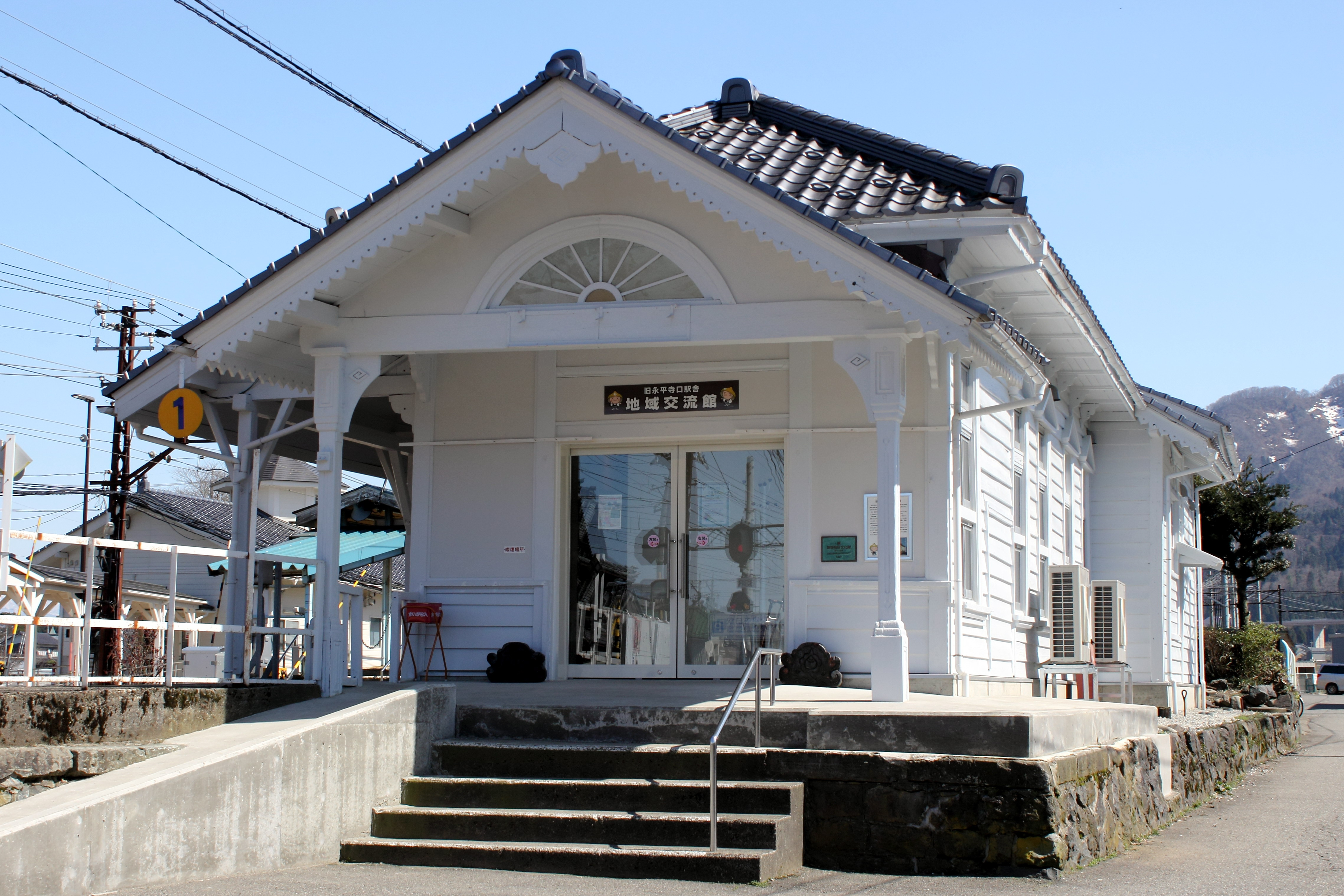
舊車站大樓改裝地域交流館
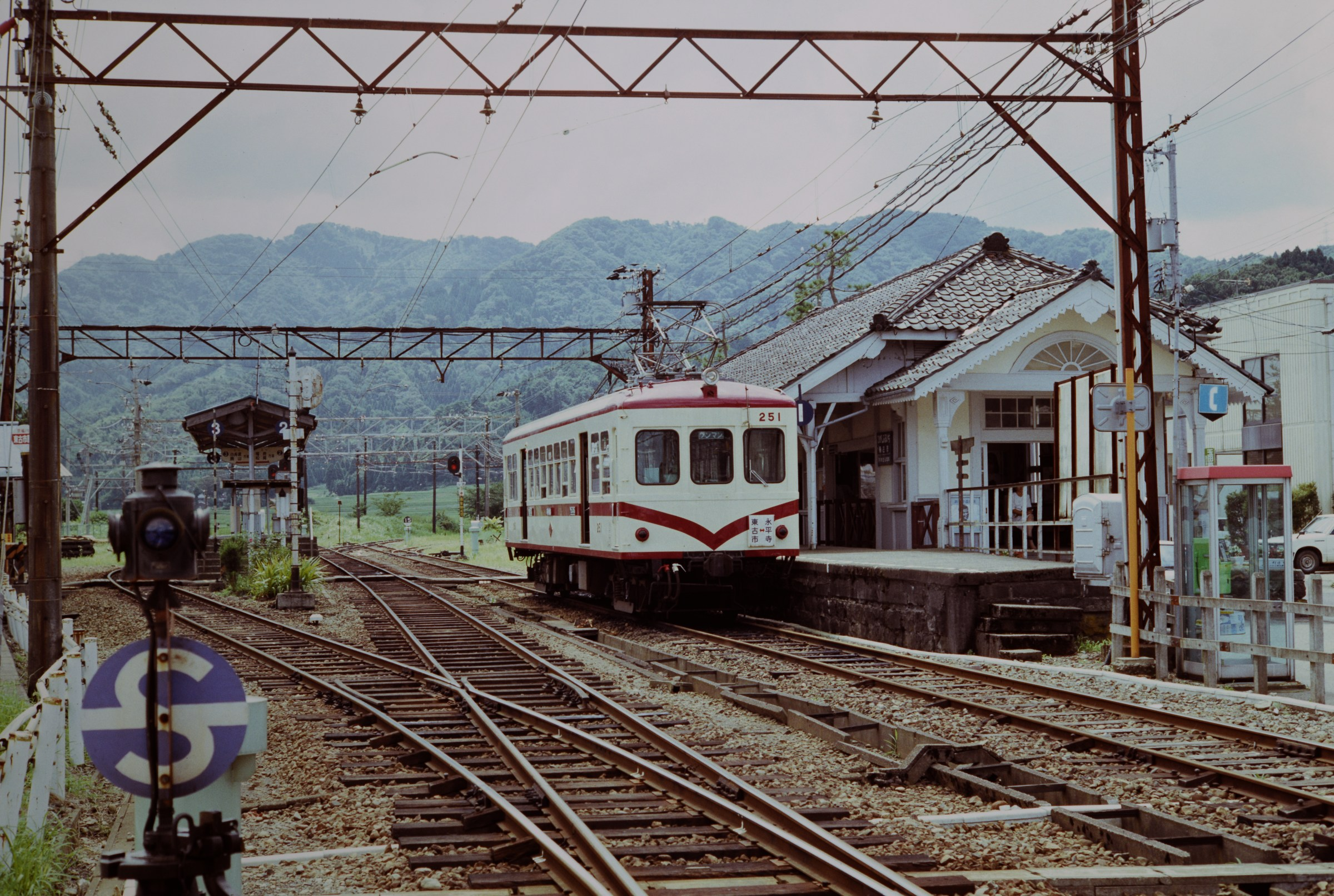
在京福時代，於站內(1992年) 永平寺線的HoDeHa251（日语：京福電気鉄道ホデハ251形電車）

## 歷史
- 1914年2月11日：京都電燈越前電氣鐵道車站啟用[2][9][10]。車站啟用的站名為永平寺站[10]。
- 1925年9月16日：永平寺鐵道（日语：永平寺鉄道）永平寺站至永平寺門前站（後來為永平寺站）之間開通[9]。
- 1926年4月26日：永平寺門前站至新福井站之間開設直通電車班次。
- 1927年1月1日：車站名稱改為永平寺口站[11]。
- 1929年12月10日：永平寺鐵道金津站（現時：蘆原溫泉站）至永平寺口站之間開通。
- 1942年3月2日：事業轉讓至京都電燈京福電氣鐵道[9]。成為京福電氣鐵道越前本線車站。
- 1944年12月1日：永平寺鐵道與京福電氣鐵道合併，成為京福電氣鐵道永平寺線。車站改名為東古市站。
- 1969年9月18日：永平寺線金津站至東古市站之間廢止[12]。
- 2000年12月17日：在東古市站靠近福井一方，一架列車因制動系統故障而發生列車相撞事故（詳細參見「京福電氣鐵道越前本線列車相撞事故（日语：京福電気鉄道越前本線列車衝突事故）」）[12]。
- 2001年6月24日：在越前本線再次發生同類事故，車站暫停服務[12]。
- 2002年10月21日：永平寺線東古市站至永平寺站之間廢止[12]。
- 2003年：

- 2月1日：車站設施轉讓至越前鐵道。
- 2月20日：車站名稱改為永平寺口站。
- 7月20日：越前鐵道福井至本站重開。

10月19日：本站～勝山重開，全線復駛。
- 2014年4月11日：新站房開始使用[6][14]。
- 2024年10月11日：越前鐵道及福井鐵道均可使用ICOCA及全國通用IC卡付款[15][16]。

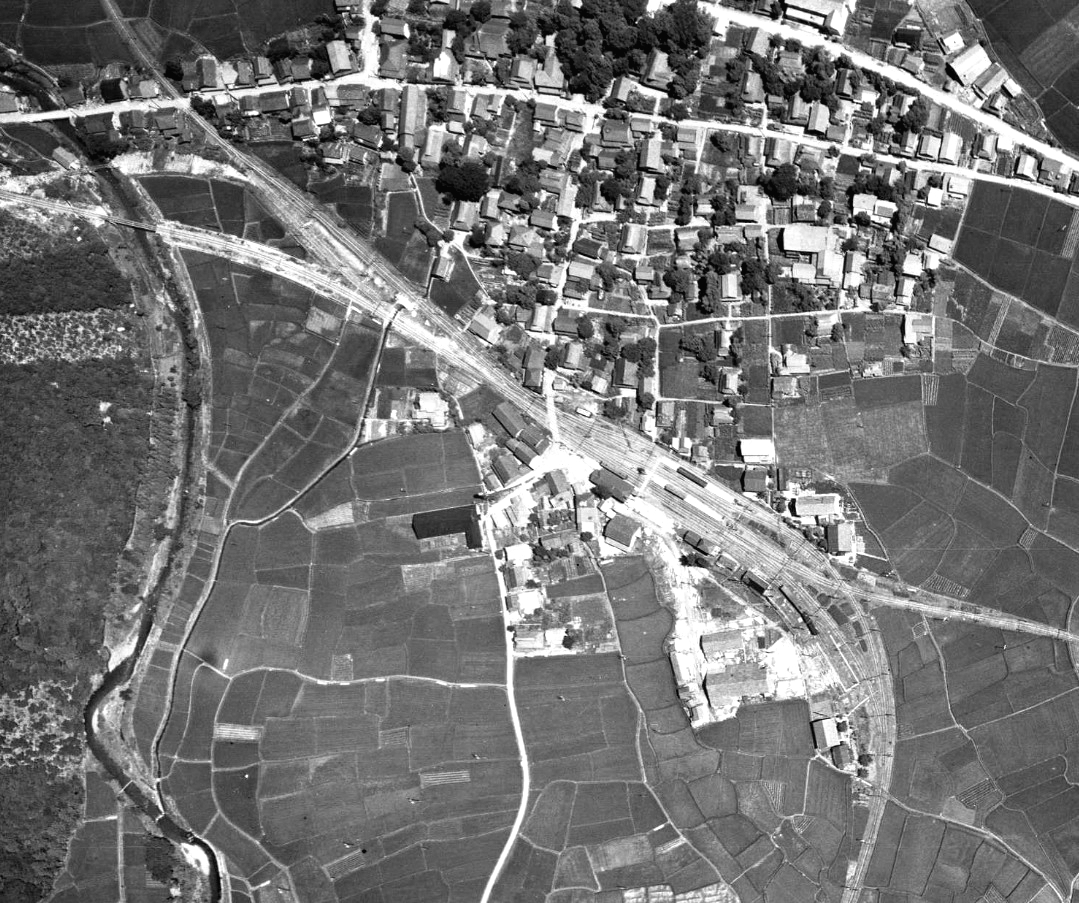
設有永平寺線時代的東古市站（1948年） 圖片來自國土交通省「國土圖像情報」
發布：國土地理院地圖、空中寫真參閲服務 （页面存档备份，存于）（日語）

## 使用狀況
以下為一日平均上下車人次：
| 上下車人次變化 | 上下車人次變化 |
| 年度           | 1日平均人次    |
| -------------- | -------------- |
| 2011           | 397            |
| 2012           | 415            |
| 2013           | 415            |
| 2014           | 405            |
| 2015           | 414            |
| 2016           | 450            |
| 2017           | 438            |
| 2018           | 435            |
| 2019           | 389            |
| 2020           | 302            |
| 2021           | 166            |
| 2022           | 175            |

## 車站周邊
此站可轉乘京福巴士（前往永平寺、永平寺門前）前往日本曹洞宗大本山永平寺。
- 永平寺口站停車場
- 永平寺町公所永平寺分所
- 國道364號（日语：国道364号）
- 國道416號（日语：国道416号）
- 九頭龍川（鳴鹿大堰·資料館（日语：九頭竜川鳴鹿大堰））

在永平寺線路軌遺址現時變成了步行道永平寺參路（日语：／）。另外在2020年12月22日，日本內首次設有L3級自動駕駛汽車行走「永平寺參路」（考慮到下雪問題，正式行走日在2021年3月25日）。

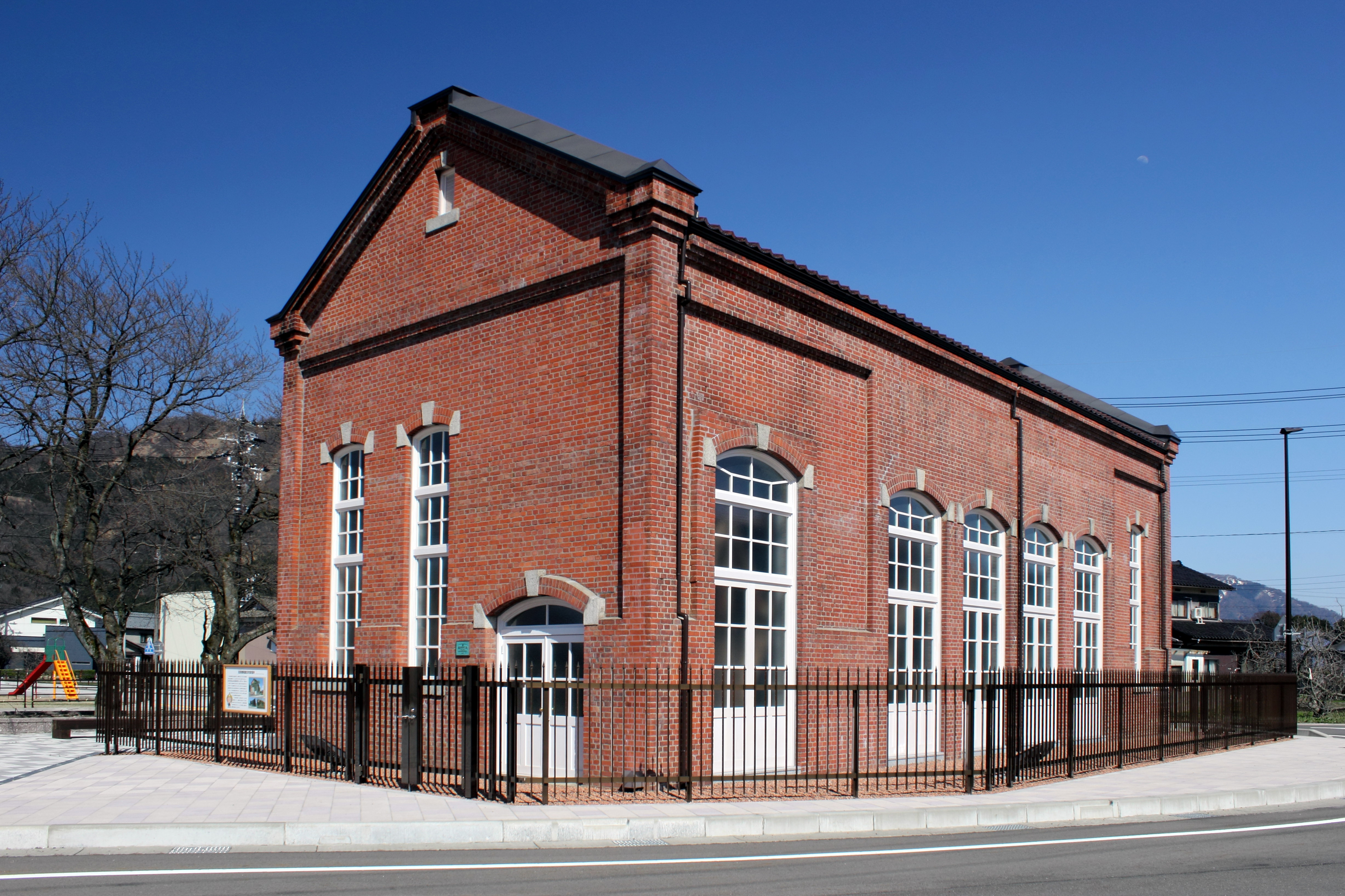
駅前広場にある旧京都電燈古市変電所
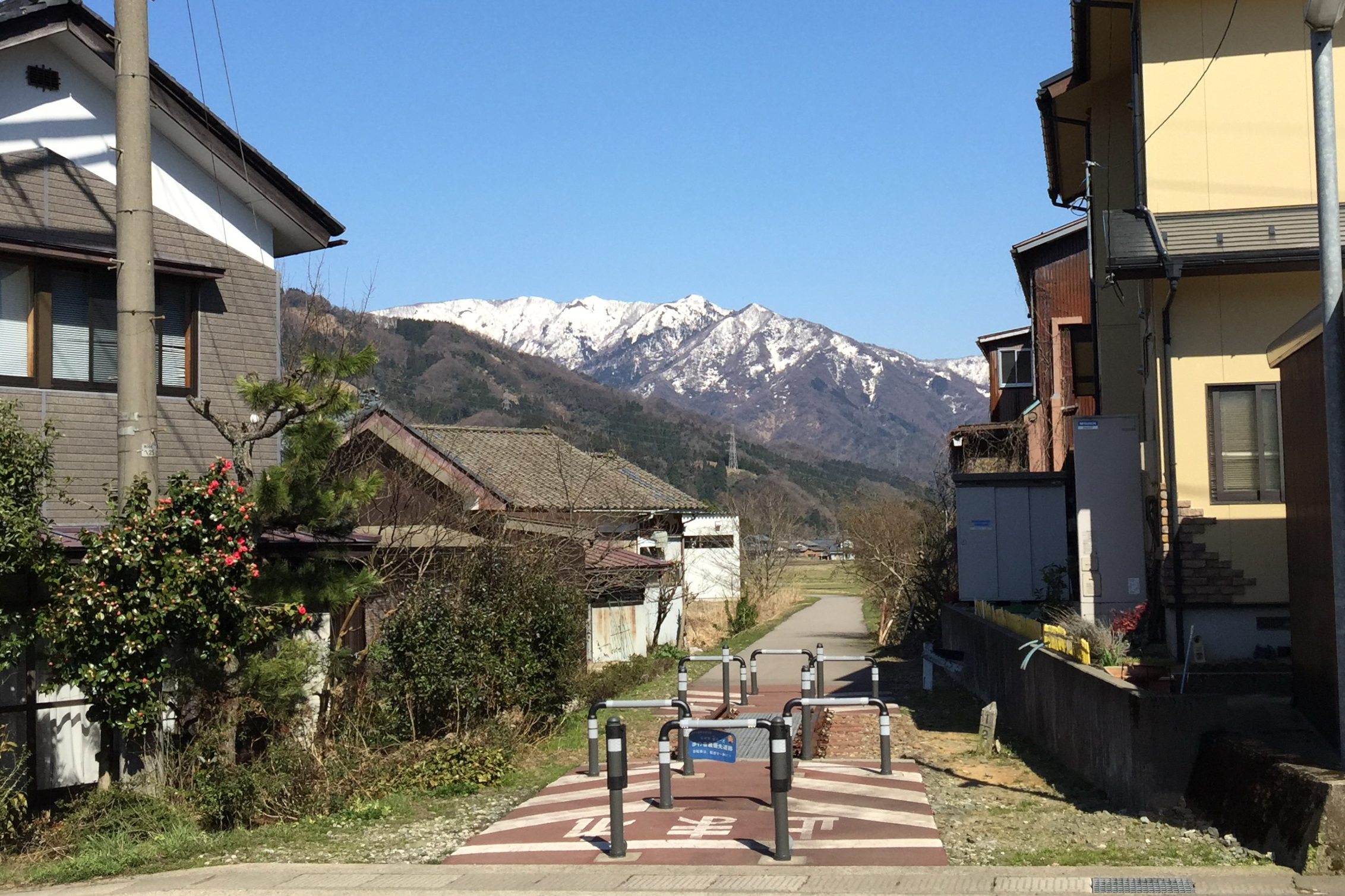
永平寺線跡地に整備された遊歩道「永平寺参ろーど」

## 巴士路線
- 「永平寺口站前」巴士站（站房旁）

京福巴士
82 丸岡、永平寺線
- 經松岡站、福井大學醫院、縣立大學、丸岡巴士總站（坂井市丸岡町） 前往JR丸岡站（坂井市坂井町） ※星期日、假日暫停服務

87 永平寺、東尋坊線
- 前往永平寺、永平寺門前
- 經越前竹人形之里、丸岡巴士總站 前往蘆原溫泉站（蘆原市）

部分班次直通至85 東尋坊線 蘆原湯之町站（蘆原市）、東尋坊、三國港站前、三國站、三國觀光酒店（坂井市三國町）
88 永平寺線
- 前往永平寺

永平寺町社區巴士
- 中地區、北地區循環 轟、栃原方向

## 其他
- 電影寅次郎的故事系統第9個作品《寅次郎的故事9 柴又慕情》（1972年上映）在此站取景[25]。

## 相鄰車站
越前鐵道
■勝山永平寺線
□快速（只有上行班次）
松岡（E10）←永平寺口（E12）←山王（E17）
■普通
志比堺（E11）－永平寺口（E12）－下志比（E13）

### 曾經存在的路線
京福電氣鐵道
永平寺線（廢止）
鳴鹿－東古市－諏訪間

## 外部連結
- 越前鐵道永平寺口站 （页面存档备份，存于）（日語）
- - 國指定文化財等數據庫（日語）
- - 國指定文化財等數據庫（日語）